# Nad Petrovkou
Nad Petrovkou (również Hřbety–SV; historyczna nazwa niem. Wiegenstein) – szczyt (góra) o wysokości 1050 m n.p.m. (podawana jest też wysokość 1051 m n.p.m.  lub 1051,2 m n.p.m. ) w paśmie górskim Wysokiego Jesionika (cz. Hrubý Jeseník), w północno-wschodnich Czechach, w Sudetach Wschodnich, na Morawach, w obrębie gminy Loučná nad Desnou, oddalony o około 4,8 km na północny zachód od szczytu góry Pradziad (cz. Praděd). Rozległość góry (powierzchnia stoków) szacowana jest na około 0,4 km², a średnie nachylenie wszystkich stoków wynosi około 22°.

## Charakterystyka

### Lokalizacja

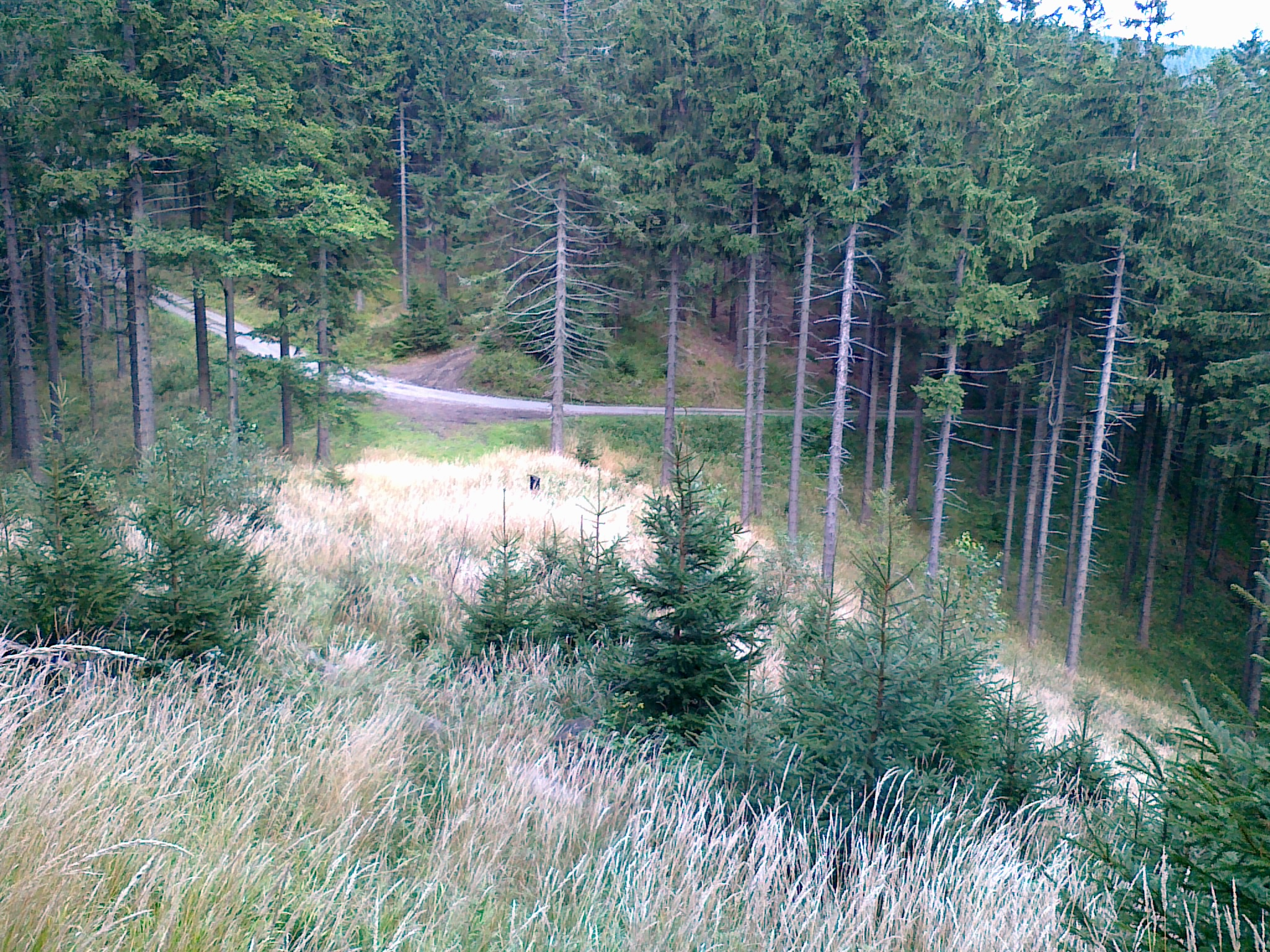
Widok ze stoku góry Hřbety na przełęcz pomiędzy szczytami Nad Petrovkou i Hřbety (2014 rok)

Góra Nad Petrovkou położona jest nieco na północny zachód od centrum pasma Wysokiego Jesionika, leżąca w części Wysokiego Jesionika, w północnym obszarze (mikroregionu) o nazwie Masyw Pradziada (cz. Pradědská hornatina), na bocznej gałęzi grzbietu głównego (grzebieniu) góry Pradziad, ciągnącego się od przełęczy Červenohorské sedlo do przełęczy Skřítek, blisko osady Kouty nad Desnou i biegnącej drogi nr 44 Jesionik (cz. Jeseník) – Šumperk. Masyw góry ma krótki, niemalże prosty grzbiet, ciągnący się na kierunku północny wschód – południowy zachód. Pomimo tego, że góra Nad Petrovkou jest łatwo rozpoznawalna, dzięki charakterystycznemu usytuowaniu w trójce górujących szczytów: Hřbety–JZ, Hřbety i Nad Petrovkou, mających tę samą niemal wysokość, przypominających kształtem trzy kolejne „garby” oraz położonej blisko doliny rzeki Divoká Desná, to jednak na próżno szukać jej na najdokładniejszych nawet mapach, gdyż nie zaznaczono jej nazwy, a na większości z nich nie oznaczono również jej szczytu. O nazwie jej informuje portal poświęcony czeskim górom o nazwie (tisicovky.cz) . Trójgarb, z którego Nad Petrovkou (patrząc od południa, po prawej jego stronie) ma najbardziej wypłaszczoną kopułę szczytową jest dobrze widoczny, z okalających gór, a ponadto m.in. z drogi przy dolinie rzeki Divoká Desná czy osady Kouty nad Desnou. Jest szczytem niewidocznym m.in. z drogi okalającej połać szczytową góry Pradziad (szczyt przysłonięty stokiem góry Velký Jezerník), a z innego charakterystycznego punktu widokowego – z drogi okalającej szczyt góry Dlouhé stráně jest dobrze widoczny poniżej linii patrzenia na szczyt góry Velký Klín.
Górę ograniczają: od południa dolina rzeki Divoká Desná, od południowego zachodu przełęcz o wysokości 1014 m n.p.m. w kierunku szczytu Hřbety, od północy dolina nienazwanego potoku będącego dopływem rzeki Divoká Desná oraz od północnego wschodu przełęcz Petrovka o wysokości 1038 m n.p.m.. W otoczeniu góry znajdują się następujące szczyty: od północnego wschodu Výrovka i Malý Jezerník, od wschodu Velký Jezerník, od południowego wschodu Velký Jezerník–JZ i Medvědí hřbet, od południa Tupý vrch, od południowego zachodu Medvědí hora i Hřbety oraz od północnego zachodu Suchá hora, Šindelná hora–JZ, Šindelná hora, Skalky u Červenohorského sedla, Skalky u Červenohorského sedla–JZ i Velký Klínovec.

### Stoki
W obrębie góry można wyróżnić cztery następujące zasadnicze stoki:
- południowo-zachodni, ciągnący się od szczytu do przełęczy w kierunku szczytu Hřbety
- północno-zachodni, ciągnący się od szczytu do nienazwanego potoku będącego dopływem rzeki Divoká Desná
- północno-wschodni, ciągnący się od szczytu do przełęczy Petrovka
- południowy, ciągnący się od szczytu do doliny rzeki Divoká Desná

Występują tu wszystkie typy zalesienia: bór świerkowy, las mieszany oraz las liściasty, przy czym zdecydowanie dominuje zalesienie gęstym borem świerkowym. Na stokach północno-zachodnim i południowym poza borem świerkowym występują obszary pokryte lasem mieszanym, a wraz z obniżaniem wysokości na stoku południowym pojawia się również spory obszar pokryty gęstym lasem liściastym. Wszystkie stoki charakteryzują się stosunkowo stałą wysokością zalesienia ze sporadycznymi polanami. Na stokach brak jest przecinek czy ogołoceń. U  podnóża stoku południowego poprowadzono napowietrzną linię przesyłową prądu o napięciu 400 kV z elektrowni szczytowo-pompowej Dlouhé Stráně (cz. Přečerpávací vodní elektrárna Dlouhé Stráně). W obrębie góry brak jest również grup skalnych czy większych pojedynczych skalisk.
Stoki mają stosunkowo jednolite i zróżnicowane nachylenia. Średnie nachylenie stoków waha się bowiem od 5° (stok północno-wschodni) do 27° (stok północno-zachodni). Średnie nachylenie wszystkich stoków góry (średnia ważona nachyleń stoków) wynosi około 22°. Maksymalne średnie nachylenie stoku północno-zachodniego na wysokościach około 950 m n.p.m. na odcinku 50 m nie przekracza 40°. Przez stoki góry na odcinku osada Kouty nad Desnou – skrzyżowanie turystyczne Petrovka przebiega asfaltowa droga, na której wytyczono zielony szlak rowerowy  oraz inna asfaltowa droga u podnóża stoku południowego, przy dolinie rzeki Divoká Desná. Ponadto przez stoki poza wytyczonymi szlakami turystycznymi biegną nieliczne na ogół nieoznakowane ścieżki. Przemierzając te ścieżki zaleca się korzystanie ze szczegółowych map, z uwagi na zawiłości ich przebiegu, zalesienie oraz zorientowanie w terenie. 

### Szczyt

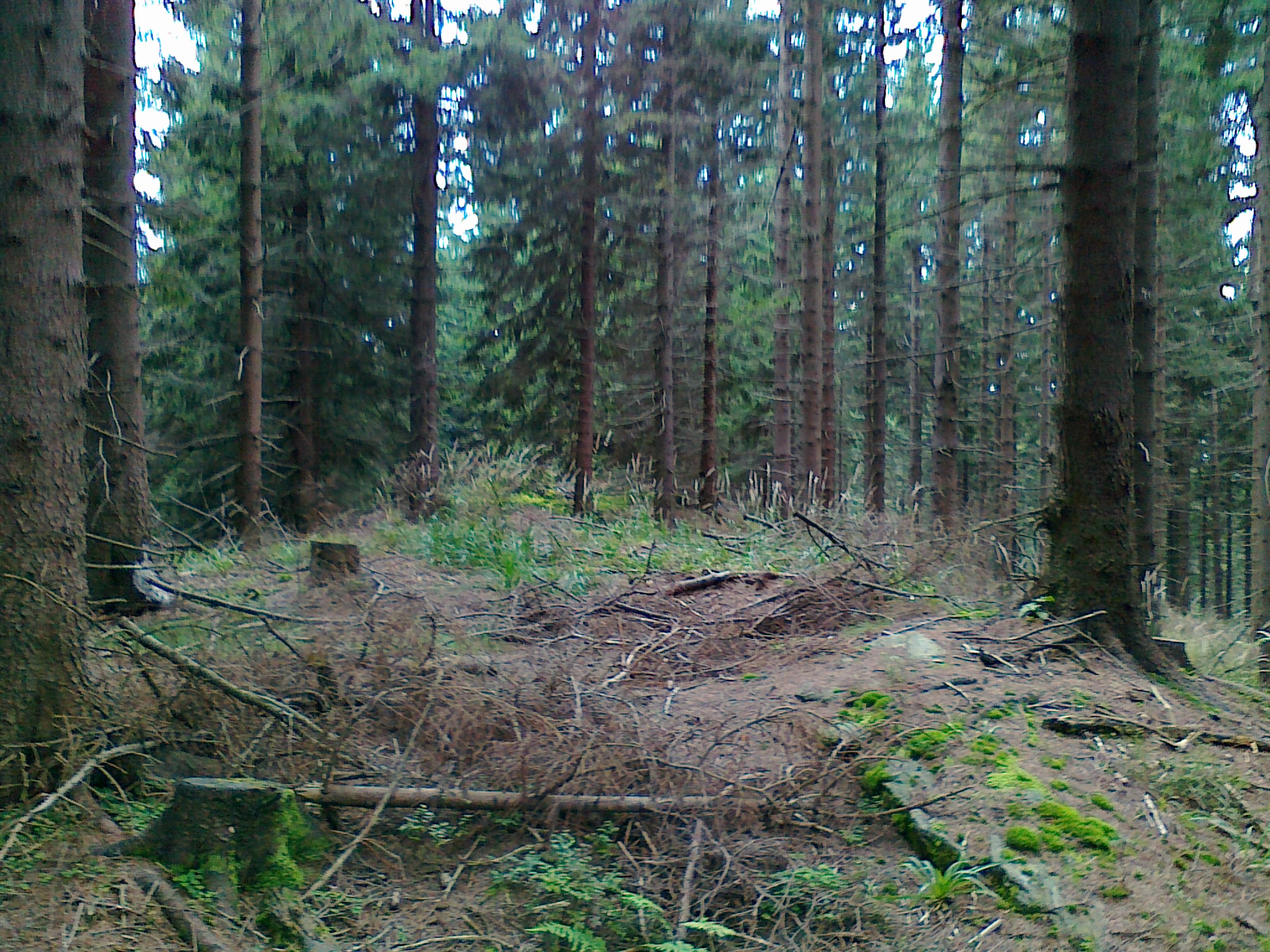
Widok na połać szczytową góry Nad Petrovkou (2014 rok)

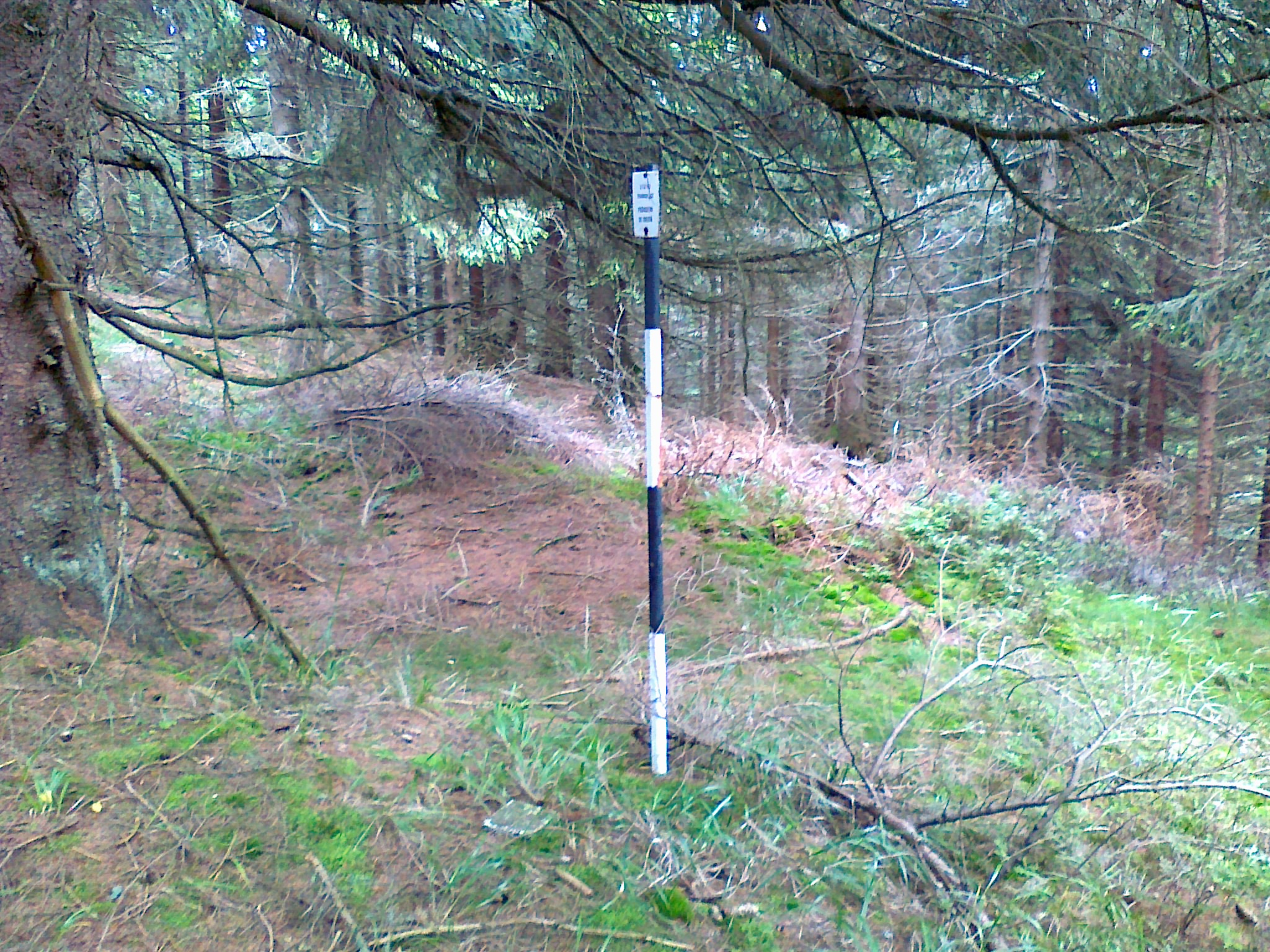
Jeden z punktów geodezyjnych na połaci szczytowej góry Nad Petrovkou (2014 rok)

Na szczyt nie prowadzi żaden znakowany szlak turystyczny. Nad Petrovkou jest górą o pojedynczym szczycie. Szczyt znajduje się wśród zalesienia borem świerkowym, pokryty trawą wysokogórską. Z powodu zalesienia nie jest on punktem widokowym. Na połaci szczytowej znajdują się dwa drugorzędne punkty geodezyjne, oznaczone na mapach geodezyjnych numerami (15.1) i (15.2), o nieokreślonej wysokości oraz współrzędnych geograficznych odpowiednio (50°06′11,95″N 17°10′16,06″E/50,103319 17,171128) i (50°06′12,11″N 17°10′16,91″E/50,103364 17,171364) . Państwowy urząd geodezyjny o nazwie (cz. Český úřad zeměměřický a katastrální (CÚZK)) w Pradze podaje jako najwyższy punkt góry – szczyt – o wysokości 1050,4 m n.p.m. i współrzędnych geograficznych (50°06′12,8″N 17°10′17,6″E/50,103556 17,171556).
Zalecane dojście do szczytu następuje ze skrzyżowania turystycznego Petrovka, od którego należy przejść zielonym szlakiem rowerowym  (idąc w stronę przełęczy ze szczytem Hřbety) odcinek o długości około 350 m, po czym należy skręcić w lewo, podążając stokiem północno-zachodnim góry wśród zalesienia, dochodząc po około 60 m orientacyjnie do połaci szczytowej. Możliwe są również inne dojścia m.in. sprzed chaty Petrovka lub przełęczy ze szczytem Hřbety.

### Geologia
Pod względem geologicznym część stoków góry Nad Petrovkou należy do jednostki określanej jako warstwy vrbneńskie, a część do jednostki określanej jako kopuła Desny i zbudowana jest ze skał metamorficznych, głównie: gnejsów (plagioklazów), fyllitów, fyllonitów (biotytów, chlorytów i muskowitów), migmatytów, kwarcytów oraz domieszek nielicznych innych cennych minerałów jak np. granatów.

### Wody
Grzbiet główny (grzebień) góry Pradziad, biegnący od przełęczy Skřítek do przełęczy Červenohorské sedlo oraz dalej do przełęczy Ramzovskiej (cz. Ramzovské sedlo) jest częścią granicy Wielkiego Europejskiego Działu Wodnego, dzielącej zlewiska Morza Bałtyckiego i Morza Czarnego .
Szczyt wraz ze stokami położony jest na południowy zachód od tej granicy, należy więc do zlewni Morza Czarnego, do którego płyną wody m.in. z dorzecza Dunaju, będącego przedłużeniem płynących z tej części Wysokiego Jesionika rzek i górskich potoków (m.in. płynącej w pobliżu góry rzeki Divoká Desná i płynących potoków, będących jej dopływami. W obrębie góry nie występują m.in. wodospady czy kaskady.

## Ochrona przyrody
Szczyt ze stokami znajduje się w obrębie wydzielonego obszaru objętego ochroną o nazwie Obszar Chronionego Krajobrazu Jesioniki (cz. Chráněná krajinná oblast (CHKO) Jeseníky), a utworzonego w celu ochrony utworów skalnych, ziemnych i roślinnych oraz rzadkich gatunków zwierząt. Na stokach nie utworzono żadnych rezerwatów przyrody lub innych obiektów nazwanych pomnikami przyrody. Ponadto na jej obszarze nie wytyczono żadnych ścieżek dydaktycznych.

## Turystyka
W obrębie szczytu i stoków nie ma żadnego schroniska turystycznego lub hotelu górskiego. Góra położona jest blisko osady Kouty nad Desnou z bazą hoteli i pensjonatów. U podnóża sąsiedniej góry Hřbety, przy asfaltowej drodze prowadzącej na skrzyżowanie turystyczne Petrovka, blisko drogi nr 44, w odległości około 2,1 km na zachód od szczytu znajduje się pensjonat U Pelikána. Do bazy turystycznej z hotelem Červenohorské Sedlo i pensjonatami, położonymi na przełęczy Červenohorské sedlo jest od szczytu około 2,7 km w kierunku północno-zachodnim. Ponadto szczyt góry Nad Petrovkou znajduje się w odległości około 3,1 km zachód od najstarszego schroniska turystycznego w Wysokim Jesioniku o nazwie Švýcárna, położonego na stoku góry Malý Děd. Do bazy turystycznej w okolicy góry Pradziad jest od szczytu około 4,8 km w kierunku południowo-wschodnim. Znajdują się tam następujące hotele górskie i schroniska turystyczne:
- na wieży Pradziad: hotel Praděd[18] oraz na stoku góry Pradziad hotele górskie: Kurzovní chata[19] i schronisko Barborka[20]
- na stoku góry Petrovy kameny hotele górskie: Ovčárna i Figura[21] oraz schronisko Sabinka[22]

Na stoku południowym, w odległości około 85 m na południe od szczytu , na wysokości około 1029 m n.p.m. położona jest chata o nazwie (cz. Petrovka lub Kuchlovka), ale nie ma ona charakteru typowego schroniska turystycznego, a którą zalicza się do tzw. chat łowieckich. Dojście do niej następuje nieoznakowaną ścieżką o długości około 150 m z przełęczy ze szczytem Hřbety.
Kluczowym punktem turystycznym jest oddalone o około 2,4 km na zachód od szczytu, znajdujące się przy drodze nr 44 skrzyżowanie turystyczne o nazwie (cz. Kouty N. D. (most, bus)) z podaną na tablicy informacyjnej wysokością 606 m, przez które przechodzą szlaki turystyczne, szlaki rowerowe oraz trasa narciarstwa biegowego. Ponadto przy skrzyżowaniu tym znajduje się przystanek autobusowy z połączeniem do miejscowości Jesionik (cz. Jeseník), Šumperk i Brno. Ważnym węzłem turystycznym jest również skrzyżowanie turystyczne Petrovka, z podaną na tablicy informacyjnej wysokością 1044 m, położone około 300 m na północny wschód od szczytu, ze znajdującą się tam wiatą turystyczną.

### Szlaki turystyczne
Klub Czeskich Turystów (cz. Klub Českých Turistů) wytyczył w obrębie góry dwa szlaki turystyczne na trasach:
 Kouty nad Desnou – góra Hřbety – góra Nad Petrovkou – Kamzík – góra Velký Jezerník – przełęcz Sedlo Velký Jezerník – schronisko Švýcárna – góra Pradziad – przełęcz U Barborky – góra Petrovy kameny – Ovčárna – Karlova Studánka
 Kouty nad Desnou – dolina rzeki Divoká Desná – U Kamenné chaty – narodowy rezerwat przyrody Praděd – Velký Děd – szczyt Pradziad

### Szlaki rowerowe i trasy narciarskie
W obrębie góry wyznaczono dwa szlaki rowerowe na trasach:
 Přemyslov – góra Černá stráň – dolina potoku Hučivá Desná – góra Červená hora – góra Šindelná hora – Suchá hora – Kouty nad Desnou – góra Hřbety – góra Nad Petrovkou – Petrovka
 Loučná nad Desnou – góra Seč – góra Čepel – góra Mravenečník – Medvědí hora – Kamenec (1) – góra Dlouhé stráně – góra Velká Jezerná – dolina rzeki Divoká Desná – Kouty nad Desnou – góra Černá stráň – przełęcz Přemyslovské sedlo – góra Tři kameny – góra Ucháč – góra Jelení skok – góra Loveč – góra Lískovec – Loučná nad Desnou
Droga biegnąca przy dolinie rzeki Divoká Desná, która częściowo przebiega u podnóża stoku południowego góry Nad Petrovkou jest podjazdem na górę Dlouhé stráně, chętnie pokonywanym m.in. przez rowerzystów, z której rozpościerają się malownicze krajobrazy na sąsiednie góry:
 Kouty nad Desnou – górna droga Dlouhé stráně (długość całej trasy: 14,1 km; różnica wysokości: 739 m; średnie nachylenie podjazdu: 5,2%)
W okresach ośnieżenia wzdłuż zielonego szlaku rowerowego , przebiega stokami góry trasa narciarstwa biegowego. W obrębie góry nie poprowadzono żadnej trasy narciarstwa zjazdowego.